# 江南道
江南道（こうなん-どう）は、唐朝により貞観年間に設置された道。長江南岸地域であることから命名された。開元年間に江南東西道及び黔中道に分割されている。

## 地理
現在の浙江省、福建省、江西省、湖南省全域及び江蘇省、安徽省、湖北省の長江以南、四川省南東部、貴州省北東部を管轄した。

## 下部行政区画
- 潤州
- 常州
- 蘇州
- 湖州
- 杭州
- 睦州
- 歙州
- 婺州
- 越州
- 台州
- 括州
- 建州
- 福州
- 潮州
- 宣州
- 饒州
- 撫州
- 虔州
- 洪州
- 吉州
- 袁州
- 郴州
- 江州
- 鄂州
- 岳州
- 潭州
- 衡州
- 永州
- 道州
- 邵州
- 朗州
- 澧州
- 辰州
- 巫州
- 施州
- 思州
- 南州
- 黔州
- 費州
- 夷州
- 溱州
- 播州
- 珍州

## 江南東道
733年（開元21年）、江南道を東西に分割して成立した。道治は蘇州に設置された。現在の浙江省、福建省全域、江蘇省南部、安徽省の一部、上海市に相当する。
江南東道はその成立時に下記18州を管轄した。
- 潤州
- 常州
- 蘇州
- 湖州
- 杭州
- 睦州
- 明州
- 衢州
- 処州
- 温州
- 婺州
- 越州
- 台州
- 建州
- 福州
- 泉州
- 漳州
- 潮州
- 汀州

成立後に江南西道管轄の歙州が移管され19州となった。

## 江南西道
733年（開元21年）、江南道を東西に分割して成立した。道治は洪州に設置された。現在の江西省の地名の由来となっている。
江南西道はその成立時に下記17州を管轄した。
- 宣州
- 饒州
- 撫州
- 虔州
- 洪州
- 袁州
- 郴州
- 江州
- 鄂州
- 吉州
- 岳州
- 潭州
- 衡州
- 永州
- 道州
- 邵州
- 連州